# Saint-Exupéry, prince des pilotes
Pour les articles homonymes, voir Saint-Exupéry (homonymie).
Saint-Exupéry, prince des pilotes est une biographie d'Antoine de Saint-Exupéry écrite par Michel Manoll, publiée en 1961 chez G. P.
L'œuvre a reçu le Grand prix de Littérature pour les jeunes de 13 à 15 ans de la Fédération des associations de parents d'élèves des lycées et collèges français 1961.
La vie d'Antoine de Saint-Exupéry y est décrite, de son enfance au château de Saint-Maurice-de-Rémens jusqu'à sa disparition le 31 juillet 1944, en passant par ses longues années passées dans le Sahara (à Juby) et dans les Andes.